# Raging Bully
«Raging Bully» (с англ. — «Задира») — серия 5a первого сезона мультсериала «Финес и Ферб», вышла в эфир 4 февраля 2008 года. Финес случайно роняет рожок мороженого на Бьюфорда, что заставляет смеяться весь Жмот-дог. Разъярённый хулиган бросает вызов Финесу и там же появился Эвандер Холифилд, который начал готовить Финеса к драке.

## Сюжет
В мистер Жмот-дог по случайности Финес роняет рожок мороженого на штаны Бьюфорда. В ярости тот бросает вызов Финесу к борьбе, но проходивший мимо чемпион по боксу Эвандер Холифилд убеждает их вместо этого бороться в организованном соревновании по борьбе больших пальцев. Позже в тот же день, который выберет Бьюфорд, Холифилд обучает Финеса.
Тем временем, Перри достигает оставленной фабрики пирогов. Его ловят в ловушку в чане полуфабриката. Доктор Фуфелшмертц объясняет, что сегодня его день рождения. Родители никогда в детстве Хайнца не устраивали вечеринки в честь его дня рождения, поэтому Хайнц решил загипнотизировать весь город, чтобы все праздновали день рождения Фуфелшмертца. Он улетает с изобретением на аэроплане, а Перри сбегает из заточения и следует за ним. В воздухе Перри, по случайности, заставляет машину работать, Фуфелшмертц роняет рожок мороженого, которое он ел, прямо на стадион. В это время идёт матч — Финес и Бьюфород борются большими пальцами, но вдруг в конце игры Финесу на нос падает рожок мороженого, бой закончен, потому что Финес и Бьюфорд оба высмеяны.

## Производство
«Задира» был написан соучредителями Финеса и Ферба Дэном Повенмайром и Джеффом «болото» Марш. Это было нарисовано художниками Венди Гриб и Кентом Осборном и было направлено Повенмайру, который управляет большой частью руководства мультипликации, наряду с Zac Moncrief. Это было первоначально передано в Соединённых Штатах 4 февраля 2008 года на канал Дисней с телевизионной родительской оценкой. Это была часть мероприятия марафона сети «Финес и Ферб-urary», который дебютировал новые серии каждую ночь в течение всего месяца. Гость чемпион по боксу в тяжёлом весе Эвандер Холифилд играл главную роль в эпизоде как непосредственно, представляясь в кафе помогать обучать Финеса для большого соревнования по борьбе больших пальцев против Бьюфорда. Выступление гостя Холифилда в большой степени ожидалось начиная с оригинального объявления о приглашённых звёздах, выстроенных в линию для ряда, выпущенного в сентябре 2007 года. Ответ актёров на работу с Холифилдом был очень положителен. В 2008 году «задира» стал доступным на компиляции DVD Финес и Ферб

## Восприятие
«Задира» получил вообще положительные обзоры от телекритиков. Дэвид Корнелиус сказал на DVD, что он наслаждался внешностью гостя Холифилда. Эд Луи из Toon Zone, написал, что эпизод и другие включённые на DVD, слишком безумны, но рассмотрев Финеса, как хулигана он назвал серии забавным видео.